# Nomia froggatti
Nomia froggatti är en biart som beskrevs av Cockerell 1911. Nomia froggatti ingår i släktet Nomia och familjen vägbin. Inga underarter finns listade i Catalogue of Life.